# 氯化铥
氯化铥，又称三氯化铥，是一种无机化合物，化学式为TmCl3，它可以形成黄色晶体。氯化铥有YCl3(AlCl3)的层状结构，铥为八面体的。

## 化学性质
氯化铥的水合物可以通过氧化铥和浓盐酸反应得到。